# Remchingen
Remchingen (Aussprache: ['ʁɛmçɪŋən], anhörenⓘ) ist eine Gemeinde im Enzkreis in Baden-Württemberg an der Grenze zwischen Kraichgau und Nordschwarzwald.

## Geographie

### Geographische Lage
Remchingen liegt im Pfinztal zwischen den Städten Karlsruhe und Pforzheim auf ca. 150 m bis ca. 275 m ü. NHN.

### Natur und Landschaft

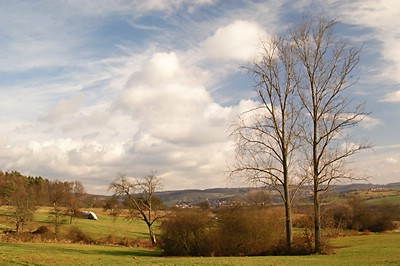
Umgebung von Remchingen

Remchingen liegt im Süden des Kraichgaus am Rande des Nordschwarzwaldes in einer Hügellandschaft. Der Nordschwarzwald endet etwa 10 km südlich in der Gemeinde Straubenhardt. Statt des im Schwarzwald typischen Tannenwalds prägt hier Laubwald die vielen Wälder. Das relativ milde Klima in Remchingen ist durch das Rheintal (Nähe zu Karlsruhe) sowie durch das Pfinztal geprägt. Dadurch kann hier Wein angebaut werden, was allerdings nur auf wenigen Parzellen geschieht.
Aufgrund ihrer landschaftlichen Schönheit, des typischen Streuobstbestandes und seltener Pflanzen sind drei Flächen als Landschaftsschutzgebiete ausgewiesen.

#### Gewässer
Remchingen wird durch die Pfinz durchflossen. In Nöttingen münden der Auerbach und der Rannbach in die Pfinz. In Wilferdingen mündet der Seebach und der Stockwiesengraben in die Pfinz. In Singen mündet der Kämpfelbach in die Pfinz. In Wilferdingen gibt es die Stockmühlenseen.

### Klima
Remchingen besitzt ein relatives mildes Klima. Dieses ist geprägt durch das Pfinztal und das Rheintal.
|                      | JAN    | FEB    | MRZ  | APR  | MAI  | JUN  | JUL  | AUG  | SEP  | OKT  | NOV | DEZ    |
| -------------------- | ------ | ------ | ---- | ---- | ---- | ---- | ---- | ---- | ---- | ---- | --- | ------ |
| ø Temperatur (°C)    | 0,9    | 2,4    | 6,0  | 10,0 | 14,2 | 17,4 | 19,3 | 18,7 | 15,8 | 10.6 | 5,4 | 2,1    |
| Min. Temperatur (°C) | - 1,70 | - 0,80 | 1,6  | 4,9  | 8,7  | 12,1 | 13,8 | 13,3 | 10,5 | 6,3  | 2,3 | - 0,50 |
| Max. Temperatur (°C) | 3,6    | 5,7    | 10,5 | 15,2 | 19,7 | 22,8 | 24,9 | 24,2 | 21,1 | 15,0 | 8,5 | 4,7    |
| Niederschlag (mm)    | 49     | 49     | 45   | 56   | 73   | 86   | 71   | 74   | 57   | 51   | 61  | 56     |

Quelle: climate-data.org

### Gemeindegliederung
Die Gemeinde Remchingen besteht aus den ehemaligen Gemeinden Nöttingen, Singen und Wilferdingen. Zur ehemaligen Gemeinde Nöttingen gehören die Dörfer Nöttingen und Darmsbach und die Häuser Dietenhäuser Mühle. Zu den ehemaligen Gemeinden Singen und Wilferdingen gehören jeweils nur die gleichnamigen Dörfer. Im Gebiet der ehemaligen Gemeinde Wilferdingen liegen die Siedlung Sperlingshof (1977 von Kämpfelbach umgemeindet) und die Wüstungen Remchingen (die Ortschaft wurde 1160 als Remchinga erstmals genannt, bereits im Hochmittelalter bestanden nur noch Burg und Kirche, 1784 wurde die Kirche abgebrochen) und die der Wallfahrtskapelle Unserer lieben Frau zur Eich etwas nordwestlich des Sperlingshofs. Zwischen Wilferdingen und Darmsbach liegt zudem die 779 ersterwähnte Wüstung Mönchshofen.

### Nachbargemeinden
Die Nachbargemeinden der Gemeinde Remchingen sind Pfinztal, Königsbach-Stein, Kämpfelbach, Keltern und Karlsbad. Remchingen lag im ehemaligen Landesteil Baden, die Grenze zum ehemaligen Württemberg verläuft durch den Nachbarort Keltern, dessen Ortsteile Dietlingen, Ellmendingen und Dietenhausen badisch waren, Niebelsbach dagegen württembergisch.

## Geschichte

### Ältere Geschichte
- 1. Jahrtausend v. Chr. Keltische Besiedlung (Grabfunde 1947 in Singen).
- Zwischen 80 und 90 n. Chr. Römische Besiedlung (Zahlreiche Funde, u. a. zwei Leugensäulen aus Nöttingen, zwei in die Kirchen Nöttingens eingemauerte Viergöttersteine, Inschriftenplatte von der Siedlung Vicus Senotensis).
- Nach dem fluchtartigen Abzug der Römer um das Jahr 260 n. Chr. besiedelten Alamannen das Land rechts des Rheins, wurden aber etwas über zwei Jahrhunderte später nach einer großen Schlacht im Jahre 496 von dem Stamm der Franken gezwungen, den Kraichgau aufzugeben und die Landschaft bis zur Murg zu räumen.
- Die ersten schriftlichen Nennungen von Remchinger Ortsteilen stammen aus dem 8. Jahrhundert: Am 1. Juni 769 schenkten in „Sigincheim im Pfinzgau“ (erstmalige Erwähnung von Singen) vier Franken dem Kloster Lorsch eine Hofraite, 34 Morgen Ackerland, eine Wiese und ein Stück Wald. Der Abt dieses Klosters vertauschte nun zwischen 888 und 893 weiteren Besitz dieses Klosters in „Vulvirincha“, dem heutigen Wilferdingen, gegen die gleiche Fläche in Illingen südöstlich von Maulbronn (erstmalige Erwähnung von Wilferdingen).
- Um 825 schenkte ein gewisser Noting, vermutlich mit den Grafen von Calw verwandt, nach einer Quelle des 16. Jahrhunderts dem Kloster Reichenau Güter in Nöttingen, Dietenhausen und Singen, die damals wie das ganze nördliche Pfinztal im Ufgau lagen.
- 1160: Erste Nennung der Herren von Remchingen, einem Niederadelsgeschlecht. Sie erbauten vermutlich eine Wasserburg, die Burg Remchingen, aus Holz auf dem Gelände des heutigen Freibads.
- 1278: Erste Erwähnung von Darmsbach, eine erst im Hochmittelalter entstandene Ausbausiedlung.
- kurz nach 1300: Die Herren von Remchingen verkauften ihre Wasserburg. Später erwarben sie zeitweilig wieder Anteile an der Burg zurück, verkauften diese dann aber 1568 endgültig an die Markgrafen von Baden.
- Um 1460 wurde nahe dem heutigen Sperlingshof die Wallfahrtskapelle unserer lieben Frau zur Eich erbaut, aber zwischen 1520 und 1540 bereits wieder aufgegeben. 1568 gingen Rechte der ehemaligen Kapelle vom Kloster Herrenalb an die Markgrafschaft Baden-Durlach über. Von den einstigen Gebäuden (Kapelle und Nebengebäude) zeugen heute nur noch Bodenfunde im Gewann „Kloster“.[9]
- 16. Jahrhundert: Nöttingen, Singen und Wilferdingen beteiligten sich am Bundschuhaufstand (1502) und am Bauernkrieg (1525).
- 14. April 1604: Markgraf Ernst Friedrich von Baden starb bei einem calvinistisch-lutherischen Glaubenskriegszug gegen Pforzheim bei der Burg Remchingen an einem Schlag. Auslöser für den Streit war das Stafforter Buch von 1599 und die frühere Verlegung der badischen Residenz nach Durlach.

### Ereignisse im 19. und 20. Jahrhundert
- 12. Juli 1806 Gründung des Großherzogtums Baden
- 1861: Nöttingen wehrte sich erfolgreich gegen den Eisenbahnanschluss an der Strecke Bahnstrecke Karlsruhe–Mühlacker, der dann über Wilferdingen-Singen erfolgte.
- 21. März 1919 Verfassung der demokratischen Republik Baden trat in Kraft
- 25. Juni 1939 Gründung des Landkreises Pforzheim
- 1945 Bestandteil der Amerikanischen Besatzungszone
- 19. September 1945 Gründung des Landes Württemberg-Baden
- 25. April 1952 Gründung des Landes Baden-Württemberg
- 1. Januar 1973 Gründung des Enzkreises gemäß der Kreisreform in Baden-Württemberg

### Gemeindereformen
Die Gemeinde Remchingen wurde am 1. Januar 1973 durch Vereinigung der beiden Gemeinden Singen und Wilferdingen gebildet. Der Name der ehemaligen Herren von „Remchingen“ wird zum Ortsnamen der neuen Gemeinde gewählt.
Am 1. Januar 1975 wurde die Gemeinde Nöttingen nach Remchingen eingemeindet.
Es wurden keine Ortschaftsräte eingerichtet; im Gemeinderat sind die Ortsteile verschieden stark repräsentiert.
| Jahr               | Einwohner |
| ------------------ | --------- |
| 17. Mai 1939       | 3.913     |
| 13. September 1959 | 5.096     |
| 6. Juni 1961       | 6.054     |
| 27. Mai 1970       | 7.650     |
| 25. Mai 1987       | 9.409     |
| 31. Dezember 1995  | 11.110    |
| 31. Dezember 2000  | 11.452    |
| 31. Dezember 2005  | 11.694    |
| 31. Dezember 2010  | 11.713    |
| 31. Dezember 2015  | 11.748    |
| 31. Dezember 2020  | 11.979    |

| Ortsteil     | Einwohner              |
| ------------ | ---------------------- |
| Wilferdingen | 5.218 (30. Juni 2020)  |
| Singen       | 3.807 (30. Juni 2020)  |
| Nöttingen    | 2.472 (30. Juni 2020)  |
| Darmsbach    | 558 (30. Juni 2020)    |
| Gesamt       | 12.055 (30. Juni 2020) |

## Ortsteile
Remchingen besitzt vier Ortsteile.

### Wilferdingen
Wilferdingen ist mit 5.218 Einwohnern der größte Ortsteil von Remchingen. In Wilferdingen findet sich das Gymnasium Remchingen, die Carl-Dittler-Realschule, die Peter-Härtling-Grundschule und mehrere Kindergärten vor. Außerdem findet sich in Wilferdingen mit der Kulturhalle und dem Rathaus Remchingen die Remchinger Ortsmitte. In Wilferdingen befindet sich ebenfalls der Remchinger Bahnhof und Busbahnhof. In Wilferdingen gibt es mehrere Kirchen und einen Fußballverein. Mit dem Schlossbad Remchingen existiert in Wilferdingen ebenfalls ein Freibad. Das Römermuseum Remchingen, das Telefonmuseum und das Puppenmuseum liegen ebenfalls in Wilferdingen. Wilferdingen grenzt an Nöttingen, Darmsbach und Singen.

### Singen
Singen hat 3807 Einwohner und ist damit der zweitgrößte Ortsteil von Remchingen. In Singen gibt es mehrere Kirchen. Außerdem gibt es mit der Bergschule Singen eine Grund- und Werkrealschule. Singen hat einen Fußballverein und ein Hallenbad. Der Ortsteil liegt direkt neben Wilferdingen im Norden Remchingens.
Im Juli 2015 brannte ein als Flüchtlingsunterkunft geplantes Gebäude nach einem Brandanschlag nieder. 2016 wurde ein damals 42-jähriger Mann, der 2015 eine weitere Brandstiftung verübt hatte, zu drei Jahren Freiheitsentzug verurteilt.

### Nöttingen

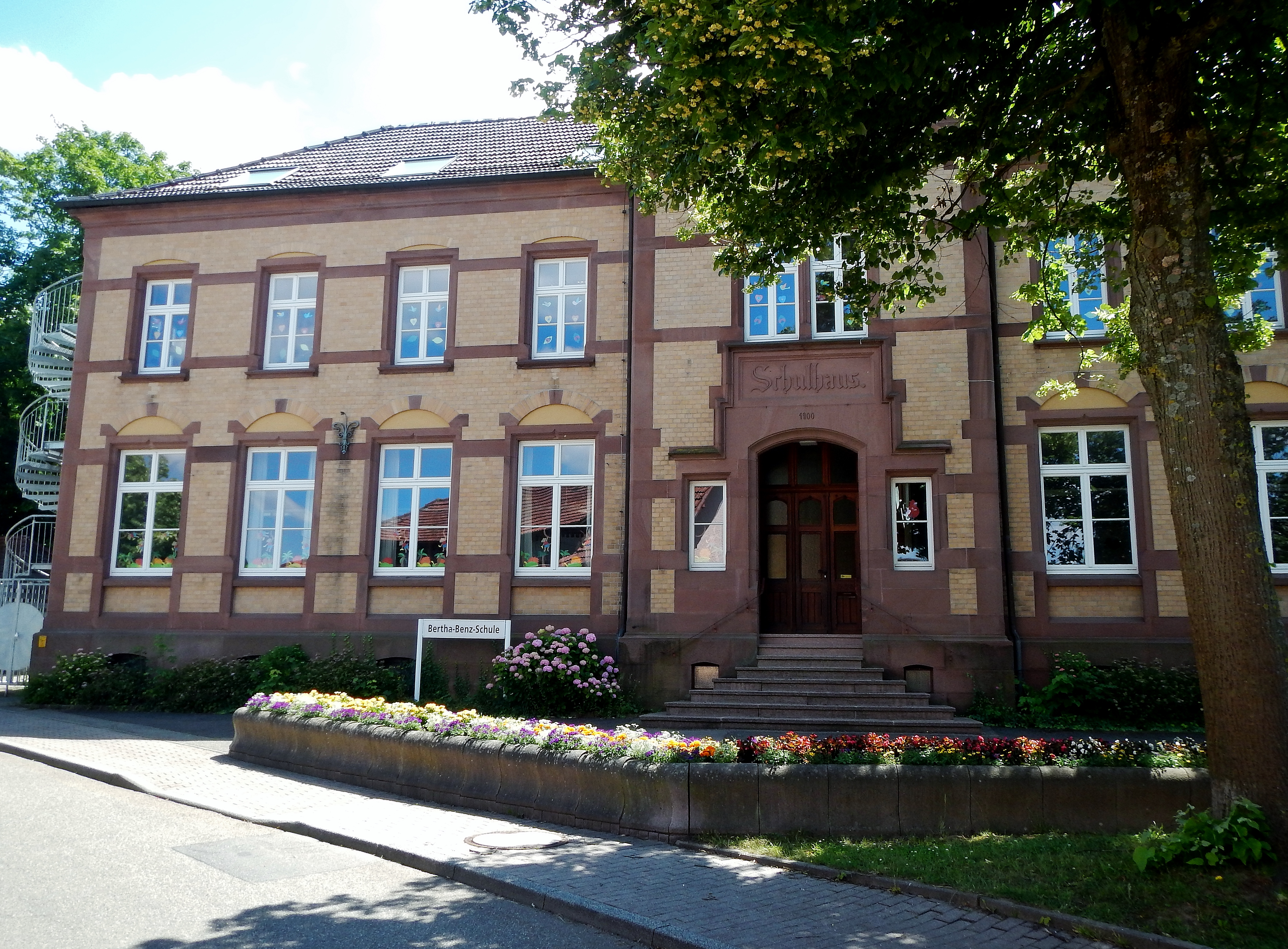
Bertha-Benz-Schule Nöttingen

Nöttingen ist mit 2.472 Einwohnern der drittgrößte Ortsteil von Remchingen. Er ist der südlichste Ortsteil von Remchingen. Nöttingen ist in der Geschichte ein wichtigere Durchgangspunkt zwischen Karlsruhe und Stuttgart gewesen. Nöttingen besitzt eine Kirche und mit der Bertha-Benz-Schule eine Grundschule. Am bekanntesten ist der Nöttinger Fußballverein FC Nöttingen, der in der Oberliga Baden-Württemberg spielt. 2004/05 spielte der Verein in der damals drittklassigen Regionalliga Süd. Mit Spielen wie gegen den FC Bayern München erreichte der Club bundesweit Aufmerksamkeit.

### Darmsbach
Darmsbach ist der kleinste Ortsteil in Remchingen. Er hat 558 Einwohner und liegt direkt an der BAB 8 im Südwesten von Remchingen. Darmsbach besitzt einen Fußballverein, einen Kindergarten und eine Ortsmitte.

## Religionen

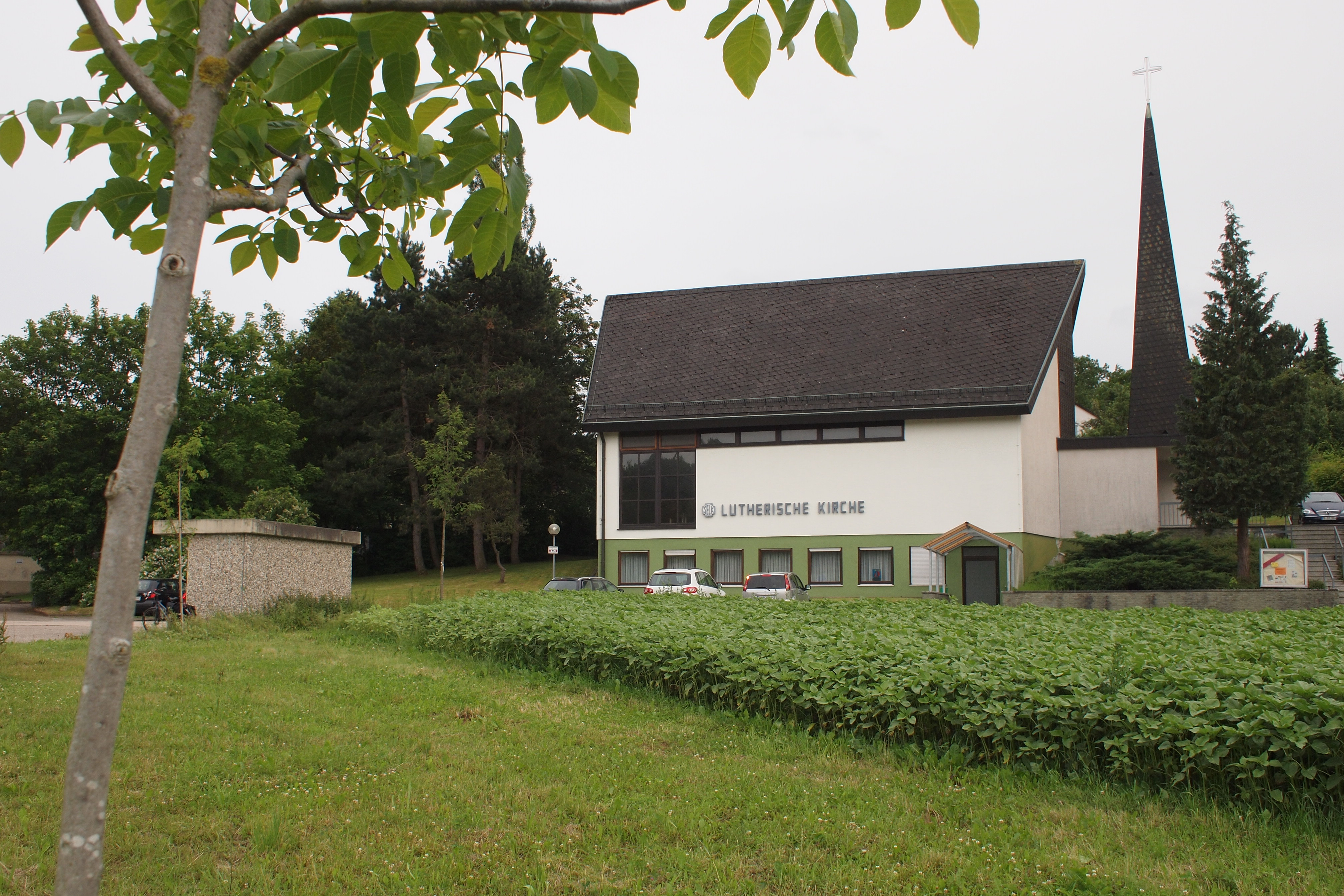
Dreieinigkeitsgemeinde der SELK am Sperlingshof

1556 wurde die Reformation in Remchingen eingeführt. Heute existieren drei Kirchengemeinden, die zum Kirchenbezirk Badischer Enzkreis der unierten Evangelischen Landeskirche in Baden gehören: Nöttingen (Martinskirche), Singen (Kreuzkirche) und Wilferdingen (Christuskirche). Darüber hinaus gibt es die lutherische Dreieinigkeitsgemeinde Sperlingshof, die dem Kirchenbezirk Süddeutschland der Selbständigen Evangelisch-Lutherischen Kirche angehört.
In Wilferdingen steht die Alte Evangelische Kirche Wilferdingen, welche heute als Kulturraum genutzt wird.
Katholiken sind erst nach dem Zweiten Weltkrieg wieder in nennenswerter Zahl nach Remchingen gekommen. Den inzwischen über 2 500 Gläubigen steht die 1957 eingeweihte Kirche St. Peter und Paul in Wilferdingen zur Verfügung. Die Gemeinde gehört zur Seelsorgeeinheit Kämpfelbachtal im Dekanat Pforzheim des Erzbistums Freiburg.
In Nöttingen und Singen gibt es je eine Gemeinde der Neuapostolischen Kirche Süddeutschland, in Singen außerdem die Christus-Gemeinde, die dem Mülheimer Verband Freikirchlich-Evangelischer Gemeinden angehört.

## Politik

### Gemeinderat
Der Gemeinderat in Remchingen besteht aus den 22 gewählten ehrenamtlichen Gemeinderäten und der Bürgermeisterin als Vorsitzende. Die Bürgermeisterin ist im Gemeinderat stimmberechtigt.
Die Kommunalwahl am 9. Juni 2024 führte zu folgendem Ergebnis.
| Parteien und Wählergemeinschaften | Parteien und Wählergemeinschaften                   | % 2024 | Sitze 2024 | % 2019 | Sitze 2019 | Kommunalwahl 2024 %403020100 37,6324,8515,1910,8711,46 CDUFWSPDGrüneBLGewinne und Verlusteim Vergleich zu 2019 %p 6 4 2 0 −2 −4 −6+2,53+5,15+1,19−5,53−3,34CDUFWSPDGrüneBL |
| CDU                               | Christlich Demokratische Union Deutschlands         | 37,63  | 8          | 35,1   | 8          | Kommunalwahl 2024 %403020100 37,6324,8515,1910,8711,46 CDUFWSPDGrüneBLGewinne und Verlusteim Vergleich zu 2019 %p 6 4 2 0 −2 −4 −6+2,53+5,15+1,19−5,53−3,34CDUFWSPDGrüneBL |
| FWV                               | Freie Wählervereinigung                             | 24,85  | 6          | 19,7   | 4          | Kommunalwahl 2024 %403020100 37,6324,8515,1910,8711,46 CDUFWSPDGrüneBLGewinne und Verlusteim Vergleich zu 2019 %p 6 4 2 0 −2 −4 −6+2,53+5,15+1,19−5,53−3,34CDUFWSPDGrüneBL |
| SPD                               | Sozialdemokratische Partei Deutschlands             | 15,19  | 3          | 14,0   | 3          | Kommunalwahl 2024 %403020100 37,6324,8515,1910,8711,46 CDUFWSPDGrüneBLGewinne und Verlusteim Vergleich zu 2019 %p 6 4 2 0 −2 −4 −6+2,53+5,15+1,19−5,53−3,34CDUFWSPDGrüneBL |
| BL                                | Bürgerliste für Umwelt, Transparenz und Fortschritt | 11,46  | 3          | 14,8   | 3          | Kommunalwahl 2024 %403020100 37,6324,8515,1910,8711,46 CDUFWSPDGrüneBLGewinne und Verlusteim Vergleich zu 2019 %p 6 4 2 0 −2 −4 −6+2,53+5,15+1,19−5,53−3,34CDUFWSPDGrüneBL |
| Grüne                             | BÜNDNIS 90/DIE GRÜNEN                               | 10,87  | 2          | 16,4   | 4          | Kommunalwahl 2024 %403020100 37,6324,8515,1910,8711,46 CDUFWSPDGrüneBLGewinne und Verlusteim Vergleich zu 2019 %p 6 4 2 0 −2 −4 −6+2,53+5,15+1,19−5,53−3,34CDUFWSPDGrüneBL |
| Gesamt                            | Gesamt                                              | 100    | 22         | 100    | 22         | Kommunalwahl 2024 %403020100 37,6324,8515,1910,8711,46 CDUFWSPDGrüneBLGewinne und Verlusteim Vergleich zu 2019 %p 6 4 2 0 −2 −4 −6+2,53+5,15+1,19−5,53−3,34CDUFWSPDGrüneBL |
| Wahlbeteiligung                   | Wahlbeteiligung                                     | 67,0 % | 67,0 %     | 63,4 % | 63,4 %     | Kommunalwahl 2024 %403020100 37,6324,8515,1910,8711,46 CDUFWSPDGrüneBLGewinne und Verlusteim Vergleich zu 2019 %p 6 4 2 0 −2 −4 −6+2,53+5,15+1,19−5,53−3,34CDUFWSPDGrüneBL |

### Bürgermeister
Bürgermeisterin ist seit dem 18. September 2023 Julia Wieland. Sie wurde am 18. Juni 2023 mit 69,9 Prozent der Stimmen gewählt.
Bürgermeister von 2010 bis 2023 war Luca Wilhelm Prayon (CDU). Er ist seit Juni 2023 Landrat des Bodenseekreises. Prayons Vorgänger war Wolfgang Oechsle, der von 1973 bis 2010 amtierte.

### Wappen von Remchingen
Beschreibung: In Rot zwei silberne gekreuzte Glevenstangen überdeckt mit einem silbernen Schild, darin eine grünbespitze, rote Rose mit blauen Butzen.

### Wappen der ehemaligen Gemeinden

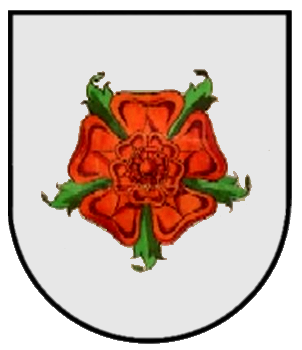
Nöttingen
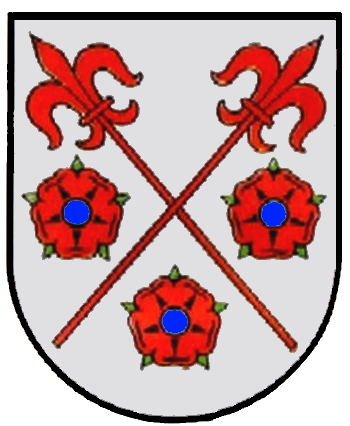
Singen
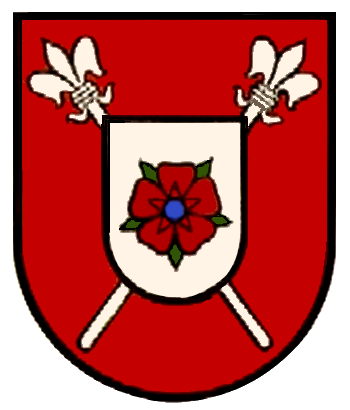
Wilferdingen

### Partnergemeinde
- Italien San Biagio Platani, Sizilien, Italien

Ungefähr 300 Menschen aus San Biagio Platani leben in Remchingen. Weitere 100 ehemalige Einwohner von Remchingen leben in San Biagio Platani.

## Kultur und Sehenswürdigkeiten
Wilferdingen liegt an der Bertha Benz Memorial Route, von Mannheim über Wilferdingen (die historische Strecke verlief durch Singen) nach Pforzheim, die an zahlreichen Sehenswürdigkeiten vorbeiführt.
Der Ortskern von Nöttingen ist geprägt von stattlichen Fachwerkhäusern.

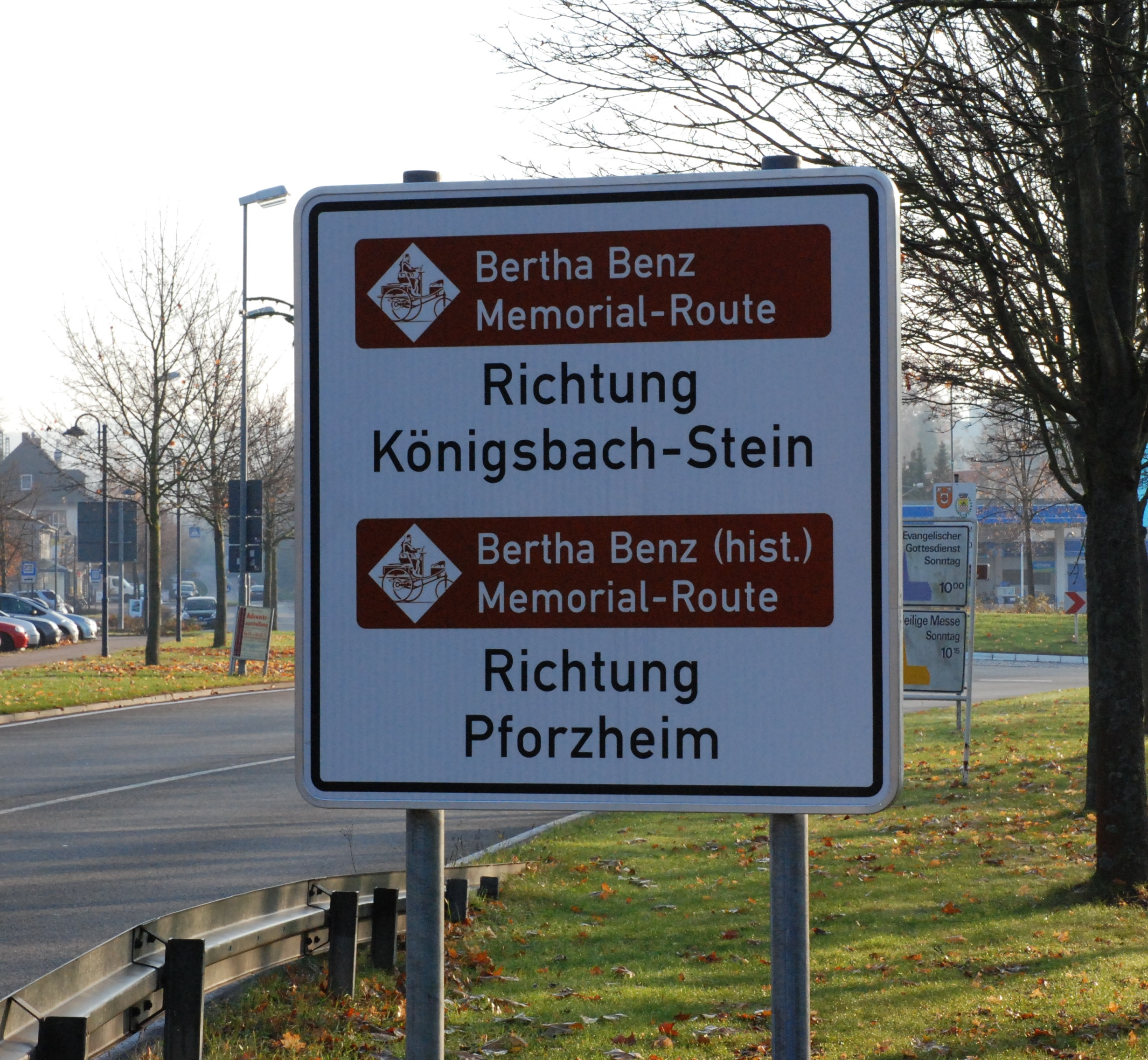
Bertha Benz Memorial Route in Wilferdingen

In Nöttingen ist der Ingenieur Johann Gottfried Tulla aufgewachsen, der durch die Begradigung des Rheins bekannt wurde.
Funde und Ausgrabungen: Nöttingen – Bedeutende Funde aus der Römerzeit wurden in und um die Nöttinger Kirche St. Martin und im Ranntal gemacht, diese sind heute zum Teil in der Kirche zu sehen, zum Teil auch in einem Karlsruher Museum. Der Kirchturm der Nöttinger Kirche besteht im unteren Teil vermutlich aus den Resten eines römischen Wachturms.
Ein Beispiel für zeitgenössische Kunst stellt der Brunnen in der Königsbacher Straße des Ortsteils Wilferdingen dar. Die Brunnenfigur, die eine Wäscherin darstellt, wurde von der Künstlerin Helga Sauvageot aus Karlsruhe entworfen und in der ortsansässigen Gießerei Casper gegossen.

### Museen

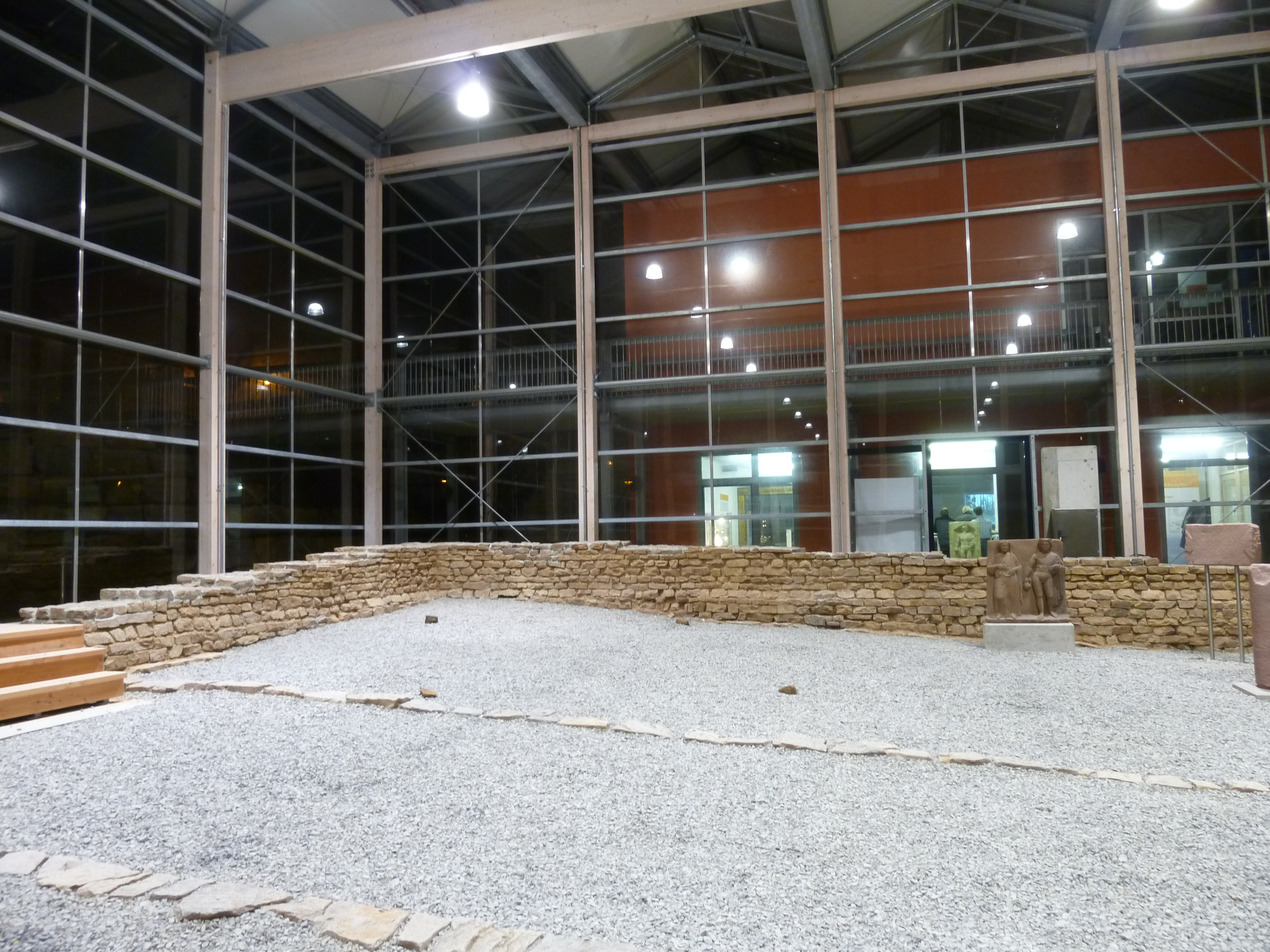
Das Römermuseum Remchingen

Im Neubaugebiet „Niemandsberg“ am Ortsrand von Wilferdingen befindet sich die archäologische Ausgrabungsstätte eines alten römischen Gutshofes, über die 2009 eine Glasabdeckung gebaut wurde. Daraus entstand das Römermuseum Remchingen. Im Buchwald bei Wilferdingen wurden Reste einer Römerstraße gefunden.
Außerdem gibt es in Remchingen-Wilferdingen das Telefonmuseum, das direkt an den Bahngleisen (altes Stellwerk 1) liegt und Telefonzellen, Fernmeldetechnik und Telefone aus verschiedensten Zeiten ausstellt.

### Sport
Der Fußballverein FC Nöttingen, im gleichnamigen Ortsteil beheimatet, spielte in der Saison 2004/05 in der Regionalliga Süd. Aus dieser ist der FC noch in derselben Saison abgestiegen und spielt seitdem in der Oberliga Baden-Württemberg. Der FC Alemannia Wilferdingen und der FC Germania Singen stiegen beide 2008 in die Fußball-Landesliga Mittelbaden auf. Die Mannschaft spielt in der Kleiner Arena.
Die Basketballabteilung des FC Nöttingen, welche unter dem Namen Rutronik Stars Keltern firmiert, spielt in der 1. Damen-Basketball Bundesliga. Außerdem qualifizierte sich der Verein für die Euroleague Women.
Mit dem TV Nöttingen, dem TV Singen 1898 und dem TB Wilferdingen 1896 (TBW) gibt es in Remchingen drei weitere Breitensportvereine. Beim TBW wird Rhönradsport angeboten; einige Turner sind landesweit bekannt. Der TV Nöttingen turnt in der Trampolin-Bundesliga.
Das Motorsportteam HCB Rutronik Racing stammt aus Remchingen. Das 2010 gegründete Team trat 2018 als Audi Sport Team Rutronik beim FIA GT World Cup an. 2019 stieg das Team in die ADAC GT Masters ein. Das Team ist ein Kundensport Team von Audi Sport Customer Racing und nutzt 10 GT3-Fahrzeuge der Marke Audi in zwei Meisterschaften. Der Südafrikaner Kelvin van der Linde, der Schweizer Patric Niederhauser, die Deutsche Carrie Schreiner und Dennis Marschall sind die Fahrer des Teams.
Außerdem ist im Ortsteil Singen der der Tennisclub TC Remchingen ansässig.
Ebenfalls im Ortsteil Singen ist der Kleinkaliber-Schützenverein mit etwa 100 Mitgliedern ansässig; die Luftpistolenmannschaft betätigt sich in der Kreisoberliga des SK13 des Badischen Sportschützenverbandes. Die Luftgewehrschützinnen sind bis auf Landesebene erfolgreich.

### Musik
Aus Remchingen stammt die Folk-Punk-Band Across the Border. Ebenfalls kommt aus Remchingen die Punk-Band Ferdich Ab. Der Popsänger Max Giesinger wuchs teils in Remchingen auf. Außerdem finden sich in der Gemeinde verschiedene Musikvereine, -schulen und Gesangsvereine. Ebenso sind mehrere Posaunenchöre der verschiedenen Kirchengemeinden vertreten.

### Veranstaltungszentren

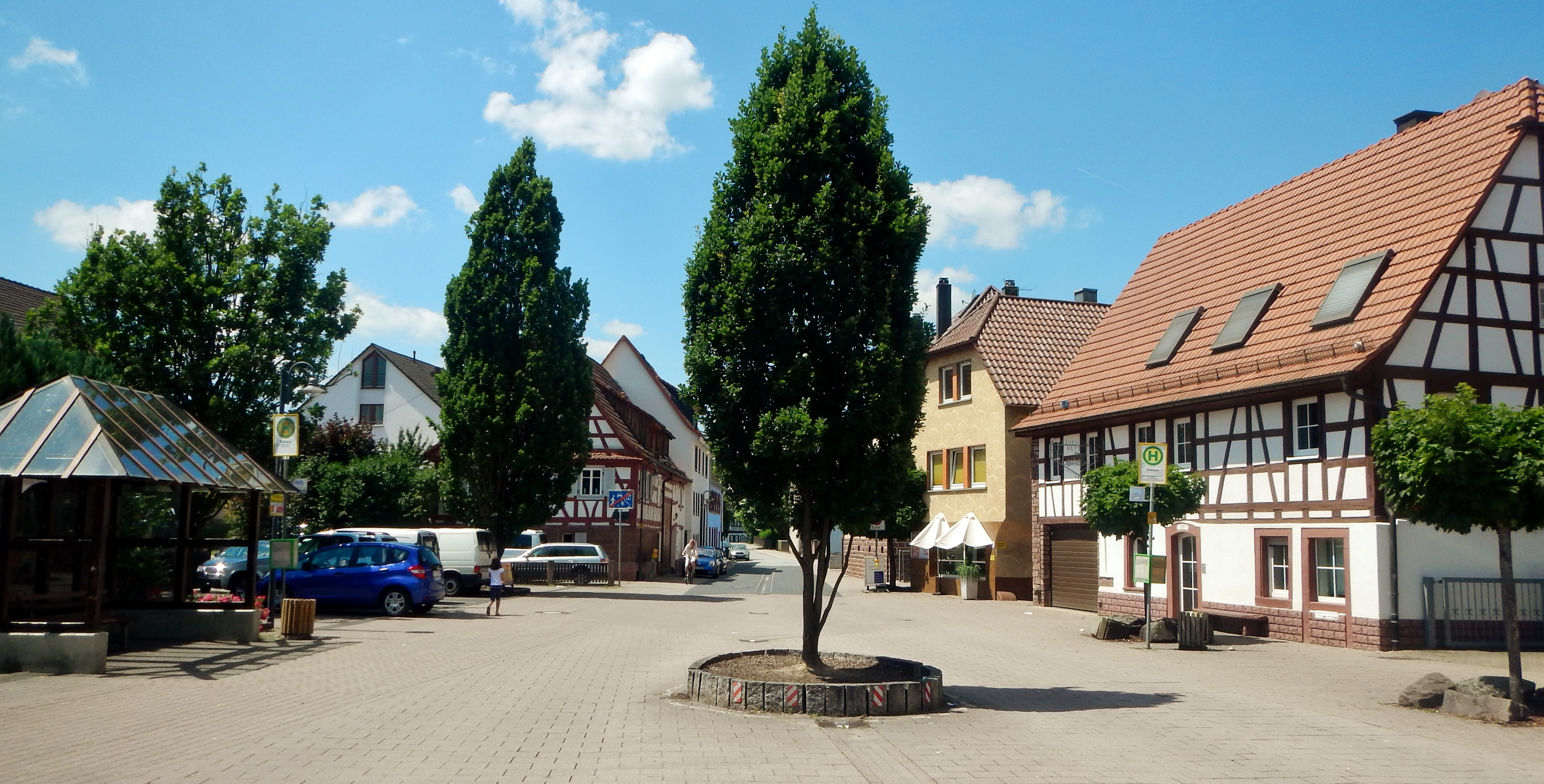
Remchinger Wettplatz

In Remchingen gibt es mehrere Orte für Veranstaltungen. Die Kulturhalle Remchingen ist wohl das größte Veranstaltungszentrum in Remchingen. Die Kulturhalle liegt in Remchingen-Wilferdingen. Der Innenraum bietet Platz für rund 1500 Menschen. Hier finden Konzerte, Messen, Vorträge, Filmvorführungen, Theaterauftritte etc. statt. Außerdem bietet die Kulturhalle neben einer Kartenvorverkaufstelle noch viele weitere Räumlichkeiten für z. B. Tagungen. Auf dem Kulturhallenplatz finden Messen, Märkte und weitere Veranstaltungen statt. Die größte Veranstaltung auf dem Kulturhallenplatz ist der Remchinger Weihnachtsmarkt.
Neben der Kulturhalle gibt es in Remchingen-Nöttingen den Löwensaal. Hier finden Konzerte und Lesungen statt. Außerdem findet man in Remchingen noch das Zentrum am Kreisel vor. Hier werden Seminare veranstaltet.

### Bibliotheken
In Remchingen gibt es aktuell eine Zentralbibliothek. Bis in das Jahr 2020 konnte man in Remchingen drei Bibliotheken vorfinden. Diese waren die Gemeindebücherei Wilferdingen, Gemeindebücherei Singen und Gemeindebücherei Nöttingen. 2020 wurde entschieden, dass diese drei Gemeindebüchereien zu einer Zentralbibliothek zusammengelegt werden sollen. Diese Gemeinde-Bibliothek Remchingen ist in der Stadtmitte von Remchingen entstanden und befindet sich im 2. Obergeschoss des Rathauses, das barrierefrei erreichbar ist. Sie wird von 10 ehrenamtlichen Mitarbeitern geführt. Sie verfügt über 11.000 Buchtitel, von denen 8.500 ständig in den Regalen verfügbar sind. Außerdem gibt es DVDs und Hörbücher.

### Tourismus
In Remchingen gibt es drei Betriebe, welche Beherbergung im Reiseverkehr anbieten. Diese drei Betriebe können insgesamt 51 Schlafgelegenheiten vorweisen. Remchingen liegt an der Bertha Benz Memorial Route. Außerdem liegt Remchingen zentral zwischen Karlsruhe und Pforzheim. Beide Städte können von hier sehr gut angefahren und besucht werden.

### Remchinger Abendmusiken
Seit November 2021 werden in der evangelischen Kreuzkirche im Ortsteil Singen die Remchinger Abendmusiken veranstaltet. Die klassische Konzertreihe wird von den Geschwistern Kammenos ehrenamtlich geleitet und hatte mehrmals internationale Gastmusiker auf dem Programm, etwa den koreanischen Organisten Taewoo Peter Kim oder die spanische Pianistin Nina Muñoz-Ramos. Seit 2024 veranstalten die Abendmusiken auch Seminare und Musikfortbildungen.

## Wirtschaft und Infrastruktur

### Firmen
Remchingen bietet etwa 3.000 Arbeitsplätze.
- Burghardt+Schmidt, Maschinenbauunternehmen
- Carl Casper KG, Gießerei
- Leicht und Müller
- Lucky Bike

### Einrichtungen
Die Gemeinde Remchingen ist Mittelpunkt der Entwicklungsachse Karlsruhe-Pforzheim und im Landesentwicklungsplan zusammen mit Königsbach-Stein als Unterzentrum ausgewiesen. Durch großzügige Erschließungen von Gewerbegebieten und Wohngebieten in ruhigen Lagen, mit dem Bau von Sport- und Freizeiteinrichtungen, einem beheizten Freibad mit drei Becken und der Fertigstellung der Kulturhalle und des Altenpflegeheims in der Neuen Ortsmitte, hat sich die Gemeinde auf die ihr übertragenen Funktionen eingestellt.

### Verkehr

#### Straßenverkehr

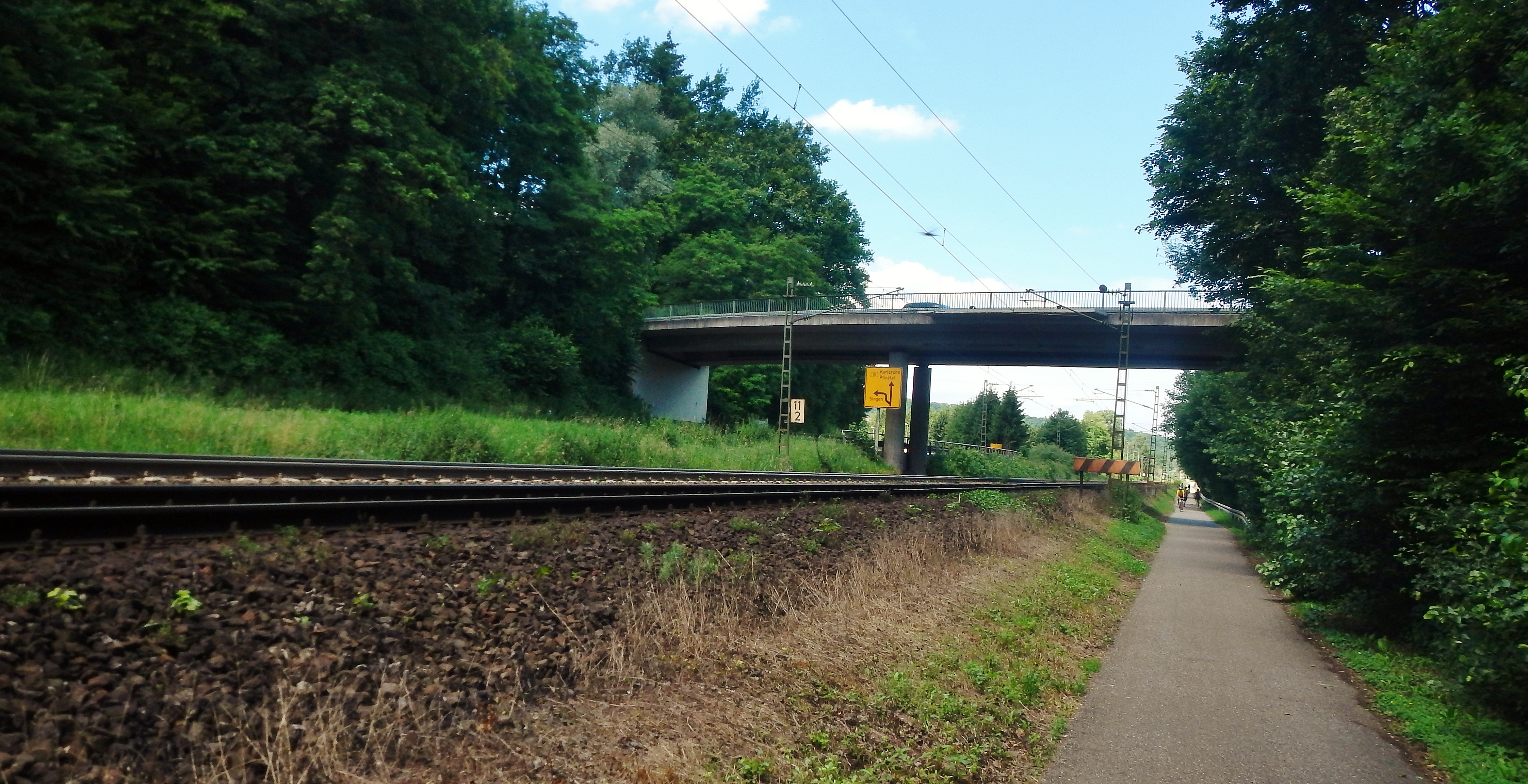
Straßenbahn in Remchingen

Über die Bundesstraße 10, die durch den Ortsteil Wilferdingen und zur BAB 8 führt, ist Remchingen an das überregionale Straßennetz angebunden. Die nächsten Autobahnanbindungen befinden sich in Karlsbad und Pforzheim-West: BAB 8 (Richtung BAB 5 / Dreieck Karlsruhe) und BAB 81 (Leonberger Dreieck sowie Stuttgarter Kreuz) in jeweils 10 min Entfernung. Außerdem verläuft durch Remchingen die BAB 8. Die Pfinztalbrücke, welche 470 Meter lang ist, verläuft durch den Remchinger Ortsteil Nöttingen.

#### Eisenbahnverkehr
→ Siehe auch: Bahnhof Wilferdingen-Singen

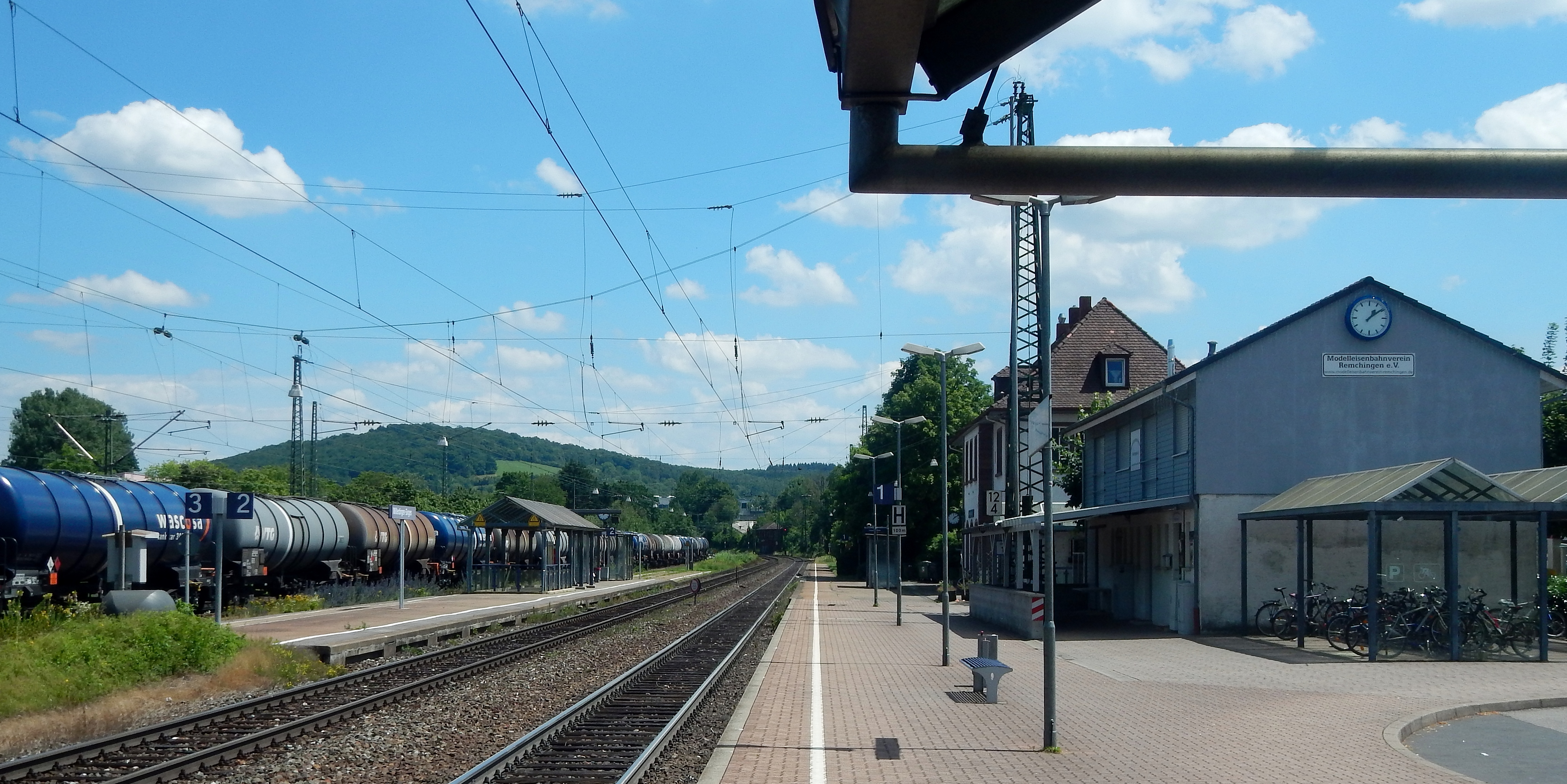
Bahnhof Wilferdingen-Singen

Remchingen liegt an der Bahnstrecke Karlsruhe–Pforzheim–Mühlacker mit dem Bahnhof Wilferdingen-Singen. Neben der Stadtbahn S5 des Karlsruher Verkehrsverbundes (KVV), die zwei Mal pro Stunde verkehrt, halten auch stündlich Regional-Express-Züge der Linie RE 1 von Arverio zwischen Karlsruhe und Stuttgart. Der ÖPNV wird durch den Verkehrsverbund Pforzheim-Enzkreis und den KVV gewährleistet. Die nächsten Fernverkehrsbahnhöfe sind Karlsruhe mit Anschluss an das ICE-Netz und den französischen TGV nach Paris bzw. Lyon und Marseille sowie Pforzheim.

#### Busverkehr
Remchingen besitzt 22 Bushaltestellen. Diese werden von der Linie 722 des Verkehrsverbundes Pforzheim-Enzkreis angefahren. Eine Station wird auch von der Buslinie 721 bedient. Nachts wird der Busverkehr über Anrufsammeltaxis geregelt. Zentraler Punkt des Busverkehrs in Remchingen ist der Busbahnhof am Remchinger Bahnhof. Außerdem fahren die Buslinien 922 und 923 in Remchingen.
Außerdem gibt es in Remchingen den bwshuttle, ein On-Demand-Verkehr.

#### Radverkehr
Durch eine Alltagsroute aus dem Radnetz Baden-Württemberg ist Remchingen über Pfinztal mit Karlsruhe und in der anderen Richtung über Königsbach, Kämpfelbach (Bilfingen und Ersingen) und Ispringen mit Pforzheim verbunden.
Der Stromberg-Murrtal-Radweg führt als Landes-Radfernweg von Karlsruhe nach Gaildorf und verbindet damit den Rheinradweg mit dem Kocher-Jagst-Radweg. Er kommt über Pfinztal nach Remchingen und verläuft weiter durch beide Ortsteile von Königsbach-Stein nach Neulingen und Maulbronn.

### Medien
In Remchingen gibt es ein eigenes Online-Magazin namens Remchingen Prima, welches Nachrichten und weitere Artikel rund um die Gemeinde veröffentlicht. Außerdem berichtet die Pforzheimer Zeitung, das Mühlacker Tageblatt, sowie die BNN. Im Bereich Hörfunk liegt Remchingen im Empfangsbereich des öffentlich-rechtlichen Südwestrundfunks, ferner gehört Remchingen auch zum Sendegebiet des privaten Bereichssenders Antenne 1 und Die neue Welle. Außerdem berichtet die Karlsruher Online-Tageszeitung Ka-news.
In Remchingen fanden Dreharbeiten zum Tatort Das erste Opfer statt.

### Bildung

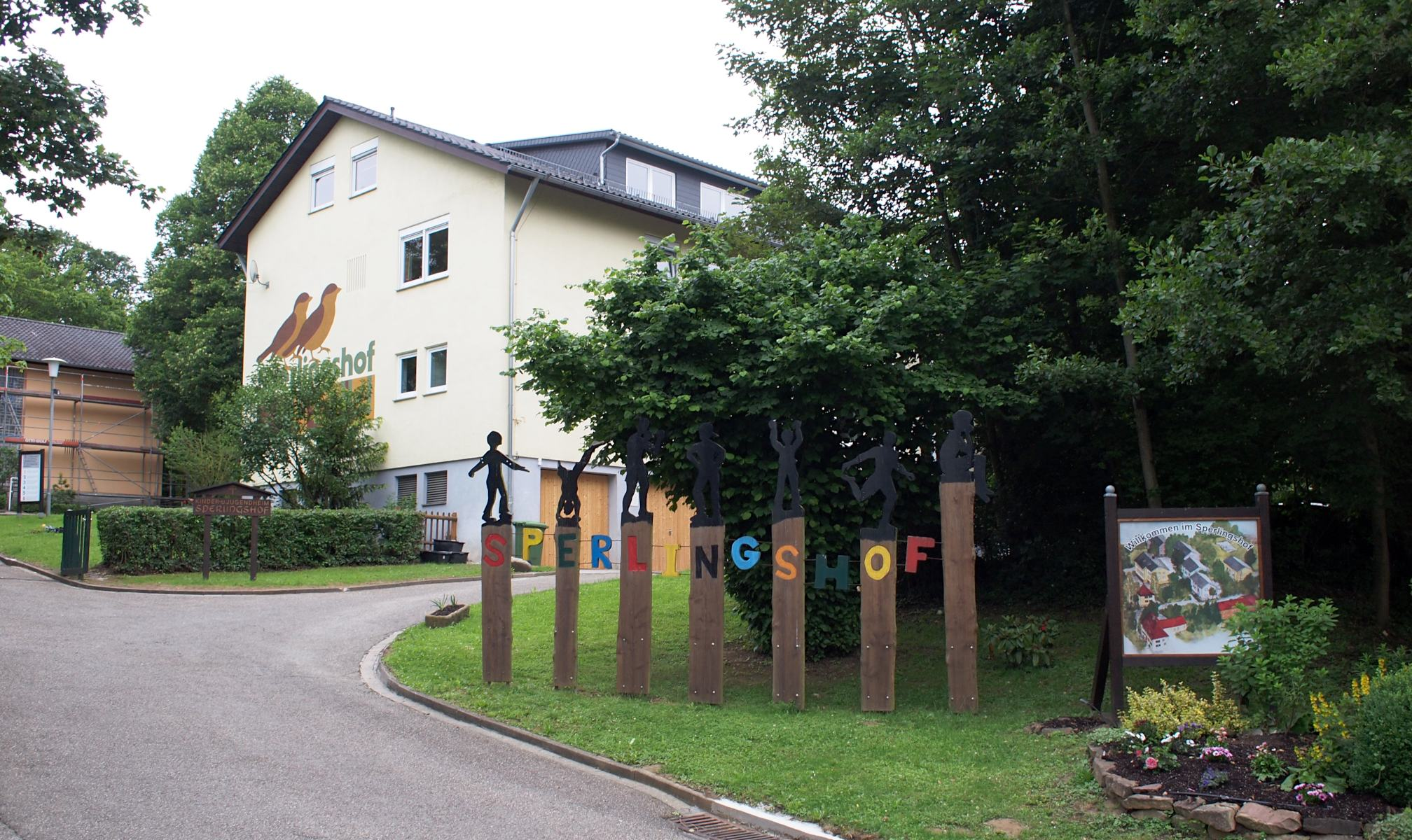
Kinder- und Jugendhilfe-Zentrum Sperlingshof

Remchingen verfügt über eine Realschule (Carl-Dittler-Realschule) in Wilferdingen. Außerdem gibt es noch ein Gymnasium, das auf Wilferdinger Gemarkung liegt (direkt an der Grenze zu Singen), eine Grund- und Werkrealschule in Singen. In Wilferdingen und Nöttingen gibt es zudem je eine Grundschule (Peter-Härtling-Schule und Bertha-Benz-Schule). In Darmsbach existiert eine Kindertagesstätte. Das Heilpädagogische Kinder- und Jugendhilfe-Zentrum Sperlingshof liegt an der B 10 zwischen Wilferdingen und Pforzheim.
| Schulart                                          | Schüler |
| ------------------------------------------------- | ------- |
| Grundschulen                                      | 441     |
| Werkreal-/Hauptschulen                            | 189     |
| Realschulen                                       | 369     |
| Gymnasien                                         | 480     |
| Sonderpädagogische Bildungs- und Beratungszentren | 30      |
| Gesamt                                            | 1.509   |

## Persönlichkeiten
- Johann Gottfried Tulla (1770–1828), Ingenieur; bekannt für die Rheinbegradigung; wuchs in Nöttingen auf
- Karl August Mühlhäußer (1825–1881), Politiker
- Luise Kornsand (1864–1962), deutsch-amerikanische Malerin
- Adolf Armbruster (1890–1972), Landwirt
- Gottfried Leonhard (1895–1983), Politiker (CDU)
- Walter Merzdorf (1896–1975), Musikinstrumentenbauer
- Otto Lais (1897–1988), Künstler der Neuen Sachlichkeit
- Wilhelm Künzler (1904–1994), Politiker (KPD)
- Eva Rittmeister (1913–2004), deutsche Widerstandskämpferin gegen den Nationalsozialismus und Ärztin
- Hermann Traub (1944–2013), evangelischer Theologe
- Dieter Hager (1947–2009), Arzt, Physiker und Biochemiker
- Till Casper (* 1938), Unternehmer
- Bernd Kielburger (* 1947), Politiker (SPD)
- Hans-Peter Hörner (* 1951), Politiker (AfD)
- Jürgen Miles (* 1951), Fußballspieler
- Karl-Heinz Stengel (* 1952), Ministerialrat beim Landesrechnungshof Baden-Württemberg
- Klaus-Dieter Mauer (* 1954), Evangelist
- Ewald Freiburger (* 1958), Diplomingenieur, Erfinder, Fotograf, Autor und Gesellschafter
- Uwe Hück (* 1962), ehemaliger Betriebsratsvorsitzender und stellvertretender Aufsichtsratsvorsitzender der Porsche AG; wuchs im Kinderheim Sperlingshof auf
- Markus Nagy (* 1963), deutscher Koch
- Nana Darteh Bediako (* 1977), ghanaischer Fußballspieler, lebt in Remchingen
- Klaus Fuchs (* 1966), Historiker und Politiker (AfD)
- Jochen Reiser (* 1971), deutsch-amerikanischer Nephrologe, Medizinwissenschaftler und Hochschulpräsident
- Luca Wilhelm Prayon (* 1975), Politiker (CDU), Bürgermeister von Remchingen (2010–2023), seit 2023 Landrat des Bodenseekreises
- Fabian Rahn (* 1986), Duathlet und Triathlet
- Max Giesinger (* 1988), Sänger, Songwriter und Musikproduzent, wuchs teilweise in Remchingen auf
- Simon Gegenheimer (* 1988), Mountainbiker und zweifacher Vize-Weltmeister
- Jeff Klotz (* 1990), Autor und Verleger in Remchingen